# François Bauchet
François Bauchet (* 1948 in Montluçon) ist ein französischer Designer.

## Leben und Werk
François Bauchet wurde in der Auvergne geboren und studierte an der École nationale supérieure d'art de Bourges.

„François Bauchet war Bildhauer. Das hat er studiert. Doch seine Skulpturen gewannen mehr und mehr Praktikabilität und schossen über die fragile Grenze hinaus, die in Morphologie und Funktion den Bildhauer vom Designer sondert. Seine Objekte wurden plausibel und nützlich, ordneten nicht mehr allein die Erprobung von Griffen und Räumen, offenbarten nicht mehr nur Handschmeichelei oder handlichen Widerstand, Definitionen des Ortes und der Materialität, sondern taugten zu etwas. Zum Sitzen, Schreiben, Stehen und dergleichen. Ohne ihre skulpturale Herkunft zu leugnen.“